# آيت يعدو (آيت يحيى)
آيت يعدو هو دُوَّار يقع بجماعة آيت يحيى، إقليم ميدلت، جهة درعة تافيلالت في المملكة المغربية. ينتمي الدوّار لمشيخة آيت يحيى التي تضم 5 دواوير. يقدر عدد سكانه بـ 505 نسمة حسب الإحصاء الرسمي للسكان والسكنى لسنة 2004.

## وصلات خارجية
- البوابة الوطنية للجماعات الترابية
- المندوبية السامية للتخطيط